# シクロノナデカン
| シクロノナデカン | シクロノナデカン |
| ---------------- | ---------------- |
| (CH2)19          |                  |
| IUPAC名          | シクロノナデカン |
| 分子式           | C19H38           |
| 分子量           | 266.5050         |
| CAS登録番号      | 296-44-6         |

シクロノナデカン (Cyclononadecane) とは、シクロアルカンの1種。炭素原子が19個分岐することなく環状に連なっていて、CH2という構造が19回繰り返された構造をしている。分子式はC19H38。分子量は266.5050。